# YF–23 Black Widow II
Az YF–23 "Black Widow II" nehéz vadászrepülőgép–prototípus, melyet az Amerikai Légierő megbízására tervezett a Northrop és a McDonnell Douglas az ATF (Advanced Tactical Fighter, azaz „Fejlett Harcászati Vadászrepülőgép”) program számára, melyet végül az YF–22 nyert meg, amit később F–22 Raptor néven rendszeresítettek. Nem hivatalos nevét (Black Widow II) a Northrop adta a P–61 Black Widow után.

## Fejlesztés és kialakítás
Az 1980-as évek elején az Amerikai Légierő pályázatot írt ki Advanced Tactical Fighter néven, mely az akkor 5-10 éves, korszerűnek számító vadászrepülőgépek – F–15 Eagle – leváltását tűzte ki célul, illetve egy náluk fejlettebb technikai színvonalon álló típus kialakítását tervezte kialakítani. A benyújtott pályamunkák közül a két legígéretesebbet – az YF–22-t és az YF–23-at – 1986-ban választották ki és szerződést is kötöttek a két fejlesztővel – a Lockheed Martin és a Northrop – két-két prototípus legyártására, majd a tesztsorozat megkezdésére.
A Northrop pályamunkája a hatékony szupercirkálást, nagyfokú túlélőképességet (sérülésállóság), könnyű karbantarthatóságot és természetesen az alacsony észlelhetőséget („lopakodás”) helyezte előtérbe, jelentős innovációt tervezve a prototípusba. Magában az ATF-ben az alacsony észlelhetőség kiemelt jelentőséggel bírt, ezért a vállalat korábbi munkáiból – B–2 Spirit és F/A–18 Hornet – jelentős tervezői információkkal rendelkezett.
Az YF–23 kialakítása valóban eltért a korábban megszokottól: nagyarányú trapéz szárnya, jelentős mértékű területszabály-aránya és V-beállítási szögű, osztott függőleges vezérsíkja egyedi megjelenést biztosítottak számára. A B–2-höz hasonlóak, a típus hajtóműkiáramló részén hőelvonó rendszert építettek ki, amely megnehezíti a gép infravörös tartományú észlelését. Manőverek során a repülőgép repülésfelügyeleti rendszerei folyamatosan felügyelik a kormányszervek terhelési értékeit a stabil repülés érdekében, sok egyéb repülési paraméter figyelembe vételével. A fékszárnyak és csűrők párhuzamos-ellentétes kitérítése, kombinált vezérlése szintén megoldott lett, amellyel a gép kritikus repülési körülmények között is teljesen uralható. A fékszárnyak leeresztésével és a csűrők egyidejű felfelé kitérítésével extra fékezőhatást tudtak elérni, amely így a törzsféklap(ok) alkalmazását váltotta ki. A V-beállítású függőleges vezérsík egyben mozgatható, mindkettő teljes felülete kormányfelület, párhuzamos-ellentétes vezérlésük szintén megoldottá vált, ami további manőverezési tartalékokat adott a repülőgépnek; magassági kormányként is funkcionálhatott (például fel- és leszállásnál).
Noha a típus kialakítása igen fejlett technológiai szintet követelt, a fejlesztési költségek csökkentése érdekében több F–15-részegységet is beépítettek. Ilyen volt a szabványosított Eagle-orrfutómű és aknakialakítása, illetve a szélvédőjét szintén beépítették, a kabintető természetesen aerodinamikai okokból eltérő. A szerződés értelmében kettő darab prototípust építettek meg: az első YF–23 (PAV–1, azaz Prototype Aerial Vehicle, AF 87-0800) Pratt & Whitney YF119, míg a második YF-23 (PAV–2, AF 87-0801) General Electric YF120 gázturbinás sugárhajtóművekkel lett felszerelve. Ez a hajtómű-konfiguráció az YF–22-ben is megjelent, a két prototípus (PAV– és PAV–2) szintén így került legyártásra. A típust vetélytársától (YF–22) eltérően fix, nem mozgatható kialakítású gázsebesség-fokozó rendszerrel szerelték fel. Az első gép „roll out”-ünnepségét 1990. június 22-én tartották, első felszállása ugyanezen év augusztus 27-én zajlott le, kettő, illetve egy hónappal megelőzve a konkurenst. A második repülőgép október 26-án emelkedett a levegőbe.
A PAV–1 gép matt fekete színű festést kapott, a PAV–2 pedig kétszínű középszürkét, az akkor hatályos amerikai „légifölény” festési szabvány szerint. Előző a „Fekete özvegy” (Black Widow II) becenevet kapta a P–61 Black Widow után, jelezve a fejlesztőcsapat magabiztosságát, a típus rendszeresítési esélyeit, utóbbit pedig a „Szürke szellem” (Gray Ghost) becenévvel illették.

## Berepülési folyamata
Mindkét prototípus már összeszerelt állapotban volt, mikor elvetették a tolóerővektor-eltérítés lehetőségét, bízva a fejlett kormányvezérlő rendszer hatékonyságában. Noha a gépnek készen és beállítva voltak a belső fegyveraknái, mégsem indítottak soha belőlük fegyvereket, ellentétben az YF–22-esekkel. A két tesztgép összesen 50 felszállás során 65,2 órát töltött a levegőben.
Az első gép berepülőpilótája Paul Metz volt, aki az agilitásáról úgy nyilatkozott, hogy „egy igazi rakéta”. A gépét kísérő két F–15-nek gyakran behúzott futóművel utánégetőt kellett kapcsolniuk, hogy a kinyitott futóművel, utánégető nélkül repülő YF–23 mellett tudjanak maradni. Eme gép első szupercirkáló repülésére 1990. szeptember 18-án került sor, ekkor Mach 1,43-re gyorsított fel utánégetői használata nélkül. A második gép GE-hajtóműivel november 29-én Mach 1,8-et ért el. Összehasonlításképpen az YF–22 2., szintén ezekkel a hajtóművekkel felszerelt példánya két tizeddel elmaradt, Mach 1,58-ot ért el. A repülési tesztek a Northrop várt eredményeit mutatták.
A típus minden előnye ellenére, a várakozással ellentétben, mégis elvesztette a programot. 1991 áprilisában az YF–22-t hirdették ki győztesként, ami nem kis felháborodást váltott ki az ellenérdekelt táborban, korrupcióval vádolták meg a konkurens Lockheed Martin vállalatkonzorciumot. A döntőbizottság ítélete szerint, noha az YF–23 gyorsabb volt és jobb észlelhetetlenségi paraméterekkel rendelkezett, az YF–22 agilisabbnak, fordulékonyabbnak bizonyult. Azt is meg kell jegyezni, hogy az YF–23 nagyobb technológiai kockázatokat rejtett, amely előre jósolhatóan növelte volna a fejlesztési, hadrendbeállítási költségeket. Utólag látható, hogy az F–22 Raptor fejlesztése is jelentős költségvonzattal bírt, amely végül rányomta a bélyegét a legyártandó gépek megrendelésének drasztikus csökkentésére (az eredeti 750 darab helyett mindössze 178 darab épülhetett meg). Az akkori repülési szaklapok feltételezték, a döntésben a Haditengerészet NATF-programja (Naval Advanced Tactical Fighter) is közre játszott, ugyanis az YF–22 könnyebben adaptálható lett volna hordozófedélzeti üzemhez. Azonban erre a US Navy később rácáfolt, pár hónappal később, még 1991-ben, törölte az NATF-programot.

## Utóélete
A program elvesztését követően mindkét gépet átszállították a NASA Dryden Repüléskutató Központjába, az Edwards légitámaszpontra, a hajtóműveiket előzőleg kiszerelték (1993–1996 nyara között voltak itt tárolva). A tervek szerint a NASA különféle szilárdságtani teszteknek vetette volna alá valamelyiket, repülni nem terveztek velük, ennek végrehajtásáról azonban nincs megbízható információ.
A kudarc meglehetősen súlyosan érintette anyagilag a Northrop McDonnell Douglas konzorciumot. A két vállalat különvált, az MDD JSF-pályázatát 1994-ben elutasították (melyben a Northrop Co. is képviseltette magát; az YF–23 adaptált változata ismét kudarcot vallott), a Northrop még ebben az évben egyesült a Grummannal. A Boeing 1997-ben, egy évvel a Rockwell-fúziót követően a McDonnell Douglas-szal is egyesült, az összes, akkor gyártásban levő típusuk Boeing-jelzés alá került (pl. az MD 95 Boeing 717 lett), majd pár évvel később a teljes McDonnell Douglas-gyártótelepet és repülőteret felszámolták, polgári ingatlanhasznosítás alá adták.
A típust ismét „életre keltették”, amikor 2004 végén a Northrop Grumman javaslatot tett az időközben felmerült bombázórepülőgép-igényére, melyre a Lockheed Martin az FB–22-vel, a Rockwell pedig, ami 1996 decemberében a Boeingbe integrálódott, a B–1R-rel pályázott. A PAV–2-t módosították a terveknek megfelelően, azonban az egész kiírást törölte a Pentagon és új, New Generation Bomber (vagy korábbi nevén 2018 Bomber) nevű tervezettel állt elő. A Northrop meggyőződése, hogy a típus szintén lehetne adoptálni az új elképzelésekhez is. Mindezen elképzeléseket azonban a 2006-os negyedévi védelmi felülvizsgálat (2006 Quadrennial Defense Review, QDR) keresztül húzta, a jövőbeni bombázó repülőgép fejlesztési kiírását meg nem határozott időpontra tolták ki.

## Kiállított példányok
A megépült mindkét példány látható az USA-ban, 1996 közepétől.
- Az YF–23 PAV–1 (s/n 87-0800) napjainkban az Amerikai Légierő Nemzeti Múzeumában látható az ohioi Daytonban. A gépet felújították és a múzeum Kutatási és Fejlesztési hangárában lett kiállítva.[5]
- Az YF–23 PAV–2 (s/n 87-0801) a kaliforniai Hawthorne-ban található Western Museum of Flightba került a NASA-tól hosszú lejáratú kölcsön fejében (lásd a NASA fotokollekció-oldalát), majd 2004-ben kölcsönadták a Northrop Grumman-nek demonstrációs célokra. Később a gép visszakerült a múzeum új torrance-i területére a Torrance-i repülőtéren.[6]

## Külső hivatkozások
- Northrop/McDonnell Douglas YF-23 Archiválva 2009. február 24-i dátummal a Wayback Machine-ben
- Northrop YF-23 – Western Museum of Flight
- A NASA Dryden Repüléskutató Központjának fotókollekciója Archiválva 2012. augusztus 27-i dátummal a Wayback Machine-ben – dfrc.nasa.gov
- Ugolok nyeba-cikk: F-23 Black Widow II – airwar.ru
- Naval Advanced Tactical Fighter (NATF) 1988-1991

videók
- Paul Metz berepülőpilóta ismertetője a gépről – youtube.com
- YF-22 and YF-23 - Stealth technology – youtube.com